# Torrellas de Llobregat
Torrellas de Llobregat (oficialmente en catalán: Torrelles de Llobregat) es un municipio y localidad española de la provincia de Barcelona, en la comunidad autónoma de Cataluña. El término municipal, ubicado en la comarca del Bajo Llobregat, forma parte del área metropolitana de Barcelona y tiene una población de 6155 habitantes (INE 2024).

## Geografía
El municipio tiene una extensión de 13,55 km². La localidad está a una distancia de unos 16 km de Barcelona.  En el municipio está ubicado Cataluña en Miniatura, uno de los mayores parques en miniatura del mundo.

## Historia
La primera mención del nombre de Torrellas data del año 964 (referida a una donación de tierras recogida en el Cartulario de San Cugat del Vallés). El primer habitante de Torrellas del que se conoce el nombre es Geofredo Tassio, del siglo X. La cuadra de Torrellas perteneció a los señores de Torrellas, hasta la Edad Moderna. En 1392, Ramón de Torrellas, consejero y camarero mayor del rey Martín, señor de Rubí y de Torrellas de Llobregat, se casó con Aldonça Olomar, señora de Pallejá, uniéndose entonces los términos jurisdiccionales de Pallejá y Torrellas.
Durante el siglo XV, las guerras de remensas (1462-1472 y 1484-85) y las epidemias arruinaron muchas masías de la zona del Llobregat, y los Torrellas no tuvieron más remedio que reducir los censos. La abolición de los malos usos mediante la Sentencia Arbitral de Guadalupe (1486) no afectó demasiado a unos campesinos que ya habían conseguido la exención de la cugucia, la intestia y la eixorquia desde 1240 por Bernat de Clariana, y de la quèstia y la tragina en 1296, por Guerau de Cervelló.
Los conflictos jurisdiccionales entre los Torrellas y los Cervelló fueron numerosos, y entre ambos señoríos nunca llegaron a resolverse del todo las cuestiones relacionadas con el mer imperi. En el siglo XV, Martín Benet de Torrellas se casó con María de Sentmenat, y su hijo Pedro de Torrellas Sentmenat heredó el término de Torrellas. En el siglo XVIII, los señores jurisdiccionales eran los marqueses de la Manresana.
Hasta la reforma de la nomenclatura municipal de 1916 el municipio se llamaba simplemente Torrellas. En dicho año su nombre fue modificado por el de Torrellas de Llobregat.

## Demografía
Torrellas de Llobregat cuenta con una población de 6155 habitantes (INE 2024).
| Gráfica de evolución demográfica de Torrellas de Llobregat entre 1842 y 2021 |
| |
| Población de derecho según los censos de población del INE. Población de hecho según los censos de población del INE.En este censo se denominaba San Martín de Torrellas: 1842. En estos censos se denominaba Torrellas: 1857, 1860, 1877, 1887, 1897, 1900 y 1910. En estos censos se denominaba Torrellas de Llobregat: 1920, 1930, 1940, 1950, 1960, 1970 y 1981. |

## Cultura

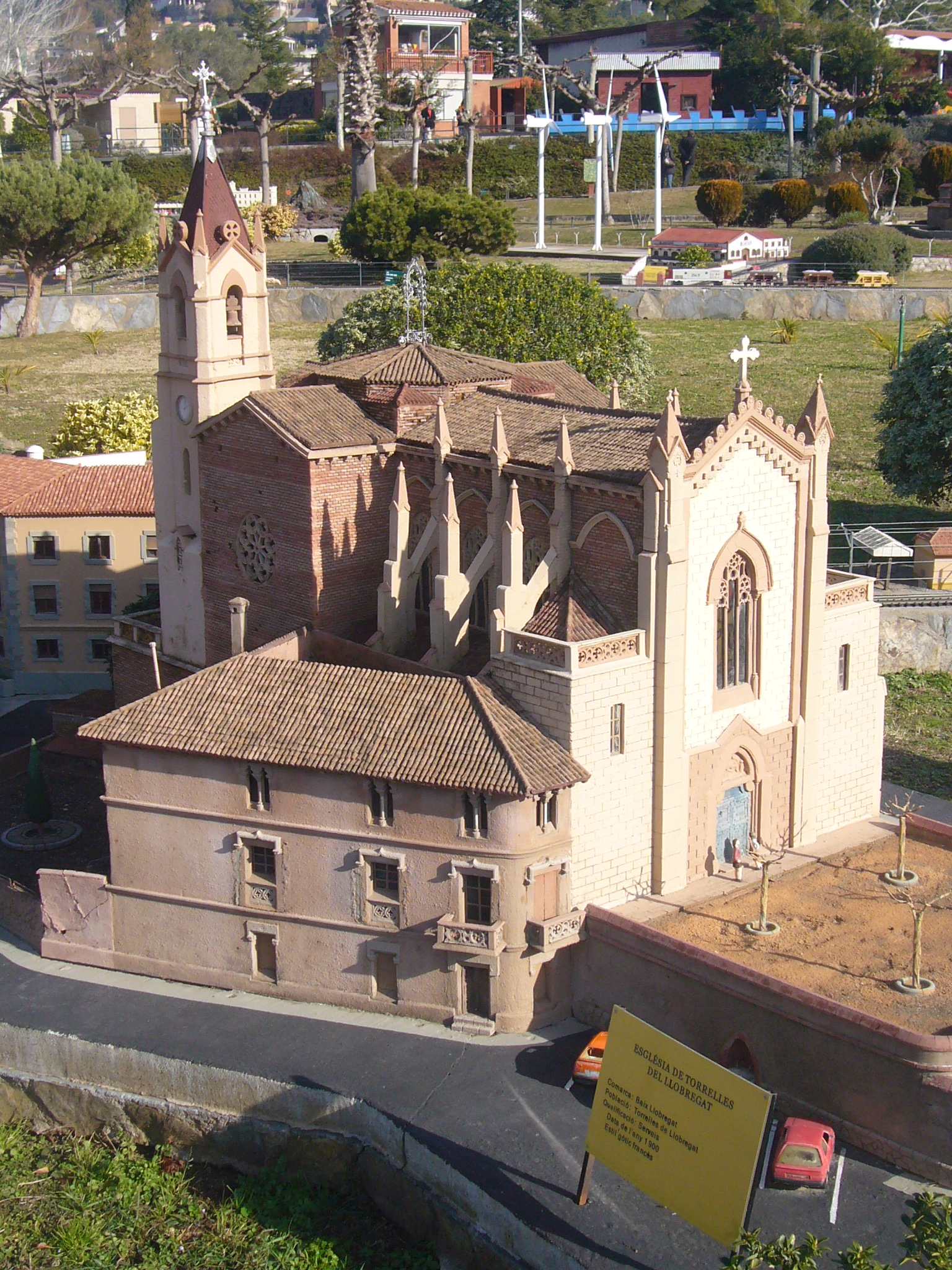
Maqueta en Cataluña en Miniatura de la iglesia de Torrellas de Llobregat

- Descensos (bicicleta de montaña): Torrellas de Llobregat es famoso por organizar anualmente una de las mejores carreras de descenso en Cataluña, el Descenso Torrellas de Llobregat y el Descenso Urbano de Torrellas de Llobregat. Cuenta con más de 100 "riders" y se organiza cada marzo. El circuito del Descenso urbano pasa por la ciudad de Torrellas, normalmente celebrado en domingos para reducir el corte de las calles.
- Su fiesta mayor es el día 25 de enero, San Pablo (Sant Pau).
- También hay la fiesta menor el día 11 de noviembre, San Martín (Sant Martí).
- Cada año el primer fin de semana de junio se celebra la Festa de la Cirera. Se monta una carpa donde se exhiben las mejores cerezas y se celebra un concurso donde se premia la mejor calidad y la mejor decoración de las paneras. Los distintos comercios también arreglan sus aparadores con motivo de la fiesta y se organizan diversos actos.

## Símbolos
- El escudo de Torrellas de Llobregat se define por el siguiente blasón:
- «Escudo embaldosado: de oro, 3 torres de azur abiertas. Por timbre, una corona mural de pueblo.»[8]

Fue aprobado el 27 de mayo de 1982 y publicado en el DOGC número 241 el 16 de julio del mismo año.
Las tres torres son el señal parlante tradicional. Las armas vienen de la familia Torrelles, señores del pueblo, que pertenecía a la baronía de Cervelló, de las armas de la cual provienen los colores oro y azur.